# Madison Brengle
Madison Brengle (ur. 3 kwietnia 1990 w Dover) – amerykańska tenisistka.

## Kariera tenisowa
Jako juniorka ma na koncie zwycięstwa w turniejach w Charleroi i Filadelfii w singlu oraz finały wielkoszlemowych Australian Open (przegrana z Anastasiją Pawluczenkową) oraz Wimbledonu (przegrana z Urszulą Radwańską). Turnieje gry podwójnej wygrywała w Carson i Palm Springs (w obu przypadkach parze z Kristy Frilling).
W karierze wygrała osiemnaście turniejów singlowych i siedem deblowych rangi ITF. 4 maja 2015 zajmowała najwyższe miejsce w rankingu singlowym WTA Tour – 35. pozycję, natomiast 8 maja 2017 osiągnęła najwyższą lokatę w deblu – 86. miejsce.
W zawodach cyklu WTA Tour Amerykanka osiągnęła jeden turniejowy finał w grze pojedynczej – w 2015 roku w Hobart. Triumfowała też w jednym singlowym i jednym deblowym turnieju cyklu WTA 125.

## Finały turniejów WTA
| Legenda                     | Legenda |
| --------------------------- | ------- |
| Wielki Szlem                |         |
| Igrzyska olimpijskie        |         |
| WTA Tour Championships      |         |
| 2009 – 2020                 |         |
| WTA Premier Mandatory       |         |
| WTA Premier 5               |         |
| WTA Premier                 |         |
| WTA International Series    |         |
| WTA 125K series (2012–2020) |         |
| od 2021                     |         |
| WTA 1000 (obowiązkowe)      |         |
| WTA 1000 (nieobowiązkowe)   |         |
| WTA 500                     |         |
| WTA 250                     |         |
| WTA 125                     |         |

### Gra pojedyncza 1 (0–1)
| Końcowy wynik | Nr | Data             | Turniej | Nawierzchnia | Przeciwniczka  | Wynik finału |
| ------------- | -- | ---------------- | ------- | ------------ | -------------- | ------------ |
| Finalistka    | 1. | 17 stycznia 2015 | Hobart  | Twarda       | Heather Watson | 3:6, 4:6     |

## Finały turniejów WTA 125

### Gra pojedyncza 2 (2–0)
| Końcowy wynik | Nr | Data             | Turniej       | Nawierzchnia  | Przeciwniczka   | Wynik finału  |
| ------------- | -- | ---------------- | ------------- | ------------- | --------------- | ------------- |
| Zwyciężczyni  | 1. | 2 lutego 2020    | Newport Beach | Twarda        | Stefanie Vögele | 6:1, 3:6, 6:2 |
| Zwyciężczyni  | 2. | 7 listopada 2021 | Midland       | Twarda (hala) | Robin Anderson  | 6:2, 6:4      |

### Gra podwójna 1 (1–0)
| Końcowy wynik | Nr | Data            | Turniej | Nawierzchnia | Partnerka  | Przeciwniczki                          | Wynik finału |
| ------------- | -- | --------------- | ------- | ------------ | ---------- | -------------------------------------- | ------------ |
| Zwyciężczyni  | 1. | 19 czerwca 2022 | Gaiba   | Trawiasta    | Claire Liu | Witalija Djaczenko Oksana Kalasznikowa | 6:4, 6:3     |

## Wygrane turnieje rangi ITF
| turnieje z pulą nagród 100 000 $   |
| turnieje z pulą nagród 75/80 000 $ |
| turnieje z pulą nagród 50/60 000 $ |
| turnieje z pulą nagród 25 000 $    |
| turnieje z pulą nagród 15 000 $    |
| turnieje z pulą nagród 10 000 $    |

### Gra pojedyncza
|     | Data       | Turniej           | Naw.    | Przeciwniczka             | Wynik            |
| 1.  | 17/07/2005 | Baltimore         | Twarda  | Beau Jones                | 6:4, 6:1         |
| 2.  | 06/02/2011 | Hammond           | Twarda  | Stéphanie Foretz          | 6:3, 6:3         |
| 3.  | 11/03/2012 | Fort Walton Beach | Twarda  | Tereza Mrdeža             | 6:4, 3:6, 6:3    |
| 4.  | 17/02/2013 | Rancho Santa Fe   | Twarda  | Nicole Gibbs              | 6:1, 6:4         |
| 5.  | 11/08/2013 | Landisville       | Twarda  | Olivia Rogowska           | 6:2, 6:0         |
| 6.  | 27/07/2014 | Lexington         | Twarda  | Nicole Gibbs              | 6:3, 6:4         |
| 7.  | 28/09/2014 | Las Vegas         | Twarda  | Michelle Larcher de Brito | 6:1, 6:4         |
| 8.  | 03/04/2016 | Osprey            | Ceglana | Lara Arruabarrena         | 4:6, 6:4, 6:3    |
| 9.  | 30/04/2017 | Charlottesville   | Ceglana | Caroline Dolehide         | 6:4, 6:3         |
| 10. | 07/05/2017 | Charleston        | Ceglana | Danielle Collins          | 4:6, 6:2, 6:3    |
| 11. | 04/02/2018 | Midland           | Twarda  | Jamie Loeb                | 6:1, 6:2         |
| 12. | 12/08/2018 | Landisville       | Twarda  | Kristie Ahn               | 6:4, 1:0 krecz   |
| 13. | 07/10/2018 | Stockton          | Twarda  | Danielle Lao              | 7:5, 7:6(10)     |
| 14. | 21/07/2019 | Berkeley          | Twarda  | Mayo Hibi                 | 7:5, 6:4         |
| 15. | 11/08/2019 | Landisville       | Twarda  | Zhu Lin                   | 6:4, 7:5         |
| 16. | 24/10/2021 | Macon             | Twarda  | Zarina Dijas              | 6:4, 4:6, 6:4    |
| 17. | 25/09/2022 | Berkeley          | Twarda  | Yuan Yue                  | 6:7(3), 6:3, 6:2 |
| 18. | 02/10/2022 | Templeton         | Twarda  | Robin Montgomery          | 4:6, 6:4, 6:2    |
| 19. | 23/10/2022 | Macon             | Twarda  | Panna Udvardy             | 6:3, 6:1         |

### Gra podwójna
|    | Data       | Turniej              | Naw.    | Partnerka        | Przeciwniczki                       | Wynik          |
| 1. | 28/10/2007 | Augusta              | Twarda  | Kristy Frilling  | Angielina Gabujewa Alisa Klejbanowa | 6:3, 6:3       |
| 2. | 11/05/2008 | Indian Harbour Beach | Ceglana | Kristy Frilling  | Raquel Kops-Jones Abigail Spears    | 2:6, 6:4, 10–7 |
| 3. | 17/10/2010 | Troy                 | Twarda  | Asia Muhammad    | Alina Żydkowa Laura Siegemund       | 6:2, 6:4       |
| 4. | 11/03/2012 | Fort Walton Beach    | Twarda  | Paula Kania      | Jelena Bowina Alizé Lim             | 6:3, 6:4       |
| 5. | 26/10/2013 | Florence             | Twarda  | Anamika Bhargava | Kristi Boxx Abigail Guthrie         | 7:5, 7:5       |
| 6. | 26/10/2014 | Macon                | Twarda  | Alexa Glatch     | Ana Tatiszwili Ashley Weinhold      | 6:0, 7:5       |
| 7. | 20/07/2019 | Berkeley             | Twarda  | Sachia Vickery   | Francesca Di Lorenzo Katie Swan     | 6:3, 7:5       |

## Finały juniorskich turniejów wielkoszlemowych

### Gra pojedyncza (2)
| Końcowy wynik | Rok  | Turniej         | Nawierzchnia | Przeciwniczka     | Wynik finału  |
| Finalistka    | 2007 | Australian Open | Twarda       | A. Pawluczenkowa  | 6:7, 6:7      |
| Finalistka    | 2007 | Wimbledon       | Trawiasta    | Urszula Radwańska | 6:2, 3:6, 0:6 |